# Kekoselkä
Kekoselkä är ett sund i Finland. Det ligger i Kalajoki i landskapet Mellersta Österbotten, i den centrala delen av landet, 400 km norr om huvudstaden Helsingfors.